# Cratere Machaut
Machaut  è un cratere sulla superficie di Mercurio.